# Dekanat Dobczyce
Dekanat Dobczyce – jeden z 45 dekanatów w rzymskokatolickiej archidiecezji krakowskiej.

## Historia
Od 1325 wzmiankowano dekanat w Szczyrzycu, którego siedzibę przed 1446 biskup Zbigniew Oleśnicki przeniósł do Dobczyc.

## Parafie
W skład dekanatu wchodzi 9 parafii:
- parafia MB Wspomożenia Wiernych – Dobczyce
- parafia Macierzyństwa NMP – Dziekanowice
- parafia Rozesłania Apostołów – Gruszów
- parafia Miłosierdzia Bożego – Kornatka
- parafia św. Jadwigi Królowej – Lipnik
- parafia św. Jakuba Apostoła – Raciechowice
- parafia Najświętszego Serca Pana Jezusa – Stadniki
- parafia MB Nieustającej Pomocy – Węglówka
- parafia św. Marcina – Wiśniowa

## Galeria

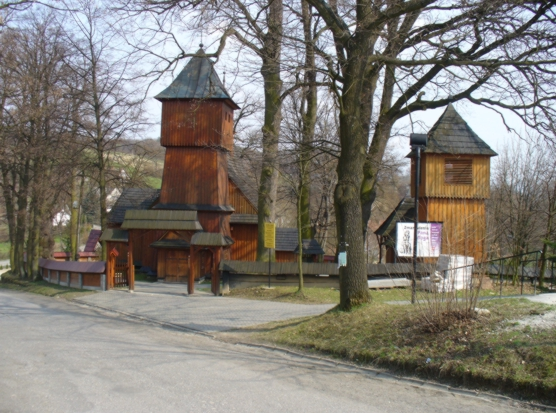
Gruszowski kościół pw. Rozesłania Świętych Apostołów
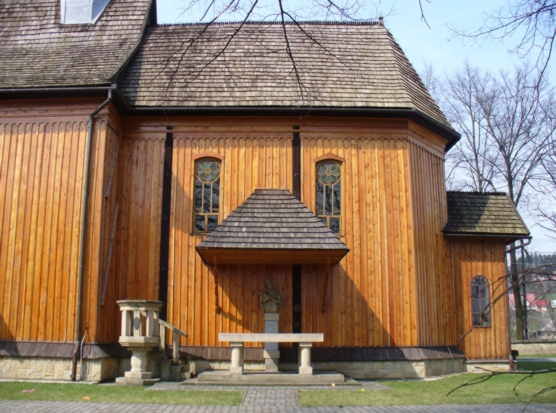
Raciechowicki kościół pw. Św. Jakuba Apostoła

## Sąsiednie dekanaty
Mszana Dolna, Myślenice, Niegowić, Pcim, Tymbark (diec. tarnowska), Wieliczka